# Додд, Томас Джозеф
Томас Джозеф Додд (англ. Thomas Joseph Dodd; 15 мая 1907 — 24 мая 1971) — американский юрист, дипломат, сенатор США от штата Коннектикут.

## Ранняя жизнь
Томас Джозеф Додд родился 15 мая 1907 года в городе Норуич, графство Нью-Лондон (ныне штат Коннектикут). Его маму звали Эбигейл Маргарет (урождённая О’Салливан). Отец Томас Джозеф Додда занимался в строительством в качестве подрядчика. Все его бабушки и дедушки были иммигрантами из Ирландии. Его бабушка и дедушка по отцовской линии были фермерами в долине реки Хаусатоник. Они владели крупными коммерческими фермами по выращиванию табака, расположенными недалеко от Кента и Нью-Милфорда. В 1926 году он окончил подготовительную школу колледжа Святого Ансельма, которой руководили монахи-бенедиктинцы в Гоффстауне, штат Нью-Гэмпшир. Впоследствии в 1930 году Томас Додд закончил Провиденс-колледж по специальность философия. В 1933 году он окончил Йельскую школу права по специальности юриспруденция. В 1934 году Томас Додд женился на Грейс Мерфи. В браке у них родилось 6 детей.
В период с 1933—1934 года он работал специальным агентом в Федеральном бюро расследований. Она также принимал участие в расследование в отношении американского гангстера Джона Диллинджера. С 1935 года по 1938 год он был директором федерального агентства под названием Национальная администрация по делам молодёжи. В период с 1938 года по 1945 год он был помощником 5 генеральных прокуроров США (Гомера Стилль Каммингс, Фрэнка Мерфи, Роберта Джексона, Фрэнсиса Биддла, Тома Кларка).
В качестве помощника генерального прокурора Томас Додд занимался различными видами деятельности. В частности он работал над различными уголовными и гражданскими делами. Принимал участие в расследовании дел против расистской организации Ку-клукс-клан. В 1942 году он был направлен Хартфорд для расследования крупного дела о шпионской сети (в состав которой входили слейдующие лица: Анастасий Вонсяцкий, Вильгельм Кунце и другие). Впоследствии данная группа лиц была обвинена в нарушении закона о шпионаже 1917 года. Данные лица занимались сбором информации об армии и флоте США с целью последующей передачи в пользу Германии и Японии. Томас Додд лично участвовал в процессе по обвинению одного из члена группы — преподобного Курта Эмиля Бруно Мольцана.
В период с 1945 по 1946 год Томас Додд стал заместителем председателя Наблюдательного совета, а затем исполнительным юрисконсультом в Управлении США по уголовному преследованию преступников в рамках Нюрнбергского процесса. С 1947 по 1953 год Томас Додд занимался частной юридической практикой в Хартфорде, штат Коннектикут.

## Нюрнбергский процесс
Судья Верховного суда Роберт Джексон, генеральный прокурор США и Томас Додд придерживались мнения о необходимости всестороннего и справедливого разбирательства для преследования нацистских военных преступников. Роберт Джексон сделал предложении об участии данном разбирательстве Томасу Додду. Томас Додд предполагал, что поездка в Германию займет несколько месяцев, однако ему пришлось там провести более 15 месяцев. Томас Додд предлагал в качестве места для размещения Международного военного трибунала город Гейдельберг в связи с тем, что война его практически не затронула. Однако по итогу была принято решение о размещении суда в городе Нюрнберг. В октябре 1945 года Джексон назначил Додда в старшую судебную коллегию по Нюрнбергскому процессу, а позже в 1946 году назначил его исполнительным судебным советником. Летом 1946 года Джексон назначил Додда исполняющим обязанности главы юрисконсульта, а сам вернулся в округ Колумбия. Додд вернулся в США только в октябре 1946 года. Он описал процесс как «вскрытие самого ужасного в истории каталога человеческих преступлений».
Во время проведения судебного разбирательства Томас Додд проводил перекрестные допросы в отношении следующих подсудимых: Вильгельма Кейтеля, Альфреда Розенберга, Ганса Франка, Вальтера Функ, Бальдура фон Шираха, Фрица Заукеля и Артура Зейсс-Инкварта. Помимо перекрестного допроса, Додд составлял обвинительные заключения против обвиняемых, показывал фильмы о концентрационных лагерях, приводил доказательства программ проведения нацистами рабского труда, а также доказывал факт экономической подготовки нацистов к войне.
Благодаря работе Додда было доказано, что Эрих Кох, рейхкомиссар Украины, и Ганс Франк, генерал-губернатор Польши, несут ответственность за план депортации одного миллиона поляков в целях их использования в качестве рабского труда. Додд также представил доказательства того, что обвиняемый Вальтер Функ превратил Рейхсбанк в хранилище золотых зубов и других ценностей, изъятых у жертв концлагеря. Додд показал фильм о хранилищах во Франкфурте, где союзные войска обнаружили ящики с этими ценностями, в которых были зубные протезы, серьги, столовое серебро и канделябры. Додд показал множество ужасных доказательств, например усохшая, набитая и сохранившаяся человеческая голова одной из жертв концлагеря, которую комендант концлагеря Бухенвальд использовал в качестве пресс-папье.
Окончательные обвинения были предъявлены 31 августа 1946 года. Трибунал огласил свое решение в сентябре 1946 года. Додд помогал следственной группе союзников осудить всех обвиняемых, кроме трёх. Все обвиняемые, кроме одного, заявили о своей невиновности, в том числе Герман Геринг, которого Додд обвинил в том, что он приказал Рейнхарду Гейдриху начать Холокост. В дополнение к судебному преследованию отдельных обвиняемых, Додд требовал в своём выступлении перед Трибуналом, чтобы все шесть обвиняемых нацистских организаций были признаны виновными в преступлениях против человечности на тех же основаниях, что и преступления против человечности, приписываемые отдельным подсудимым. Додд подчёркивал, что организации не должны избегать ответственности на том основании, что они слишком большие, являются частью политической партии.
Додд был удостоен нескольких государственных наград в знак признания его работы на Нюрнбергском процессе. Джексон наградил его медалью свободы в июле 1946 года, а президент Гарри Трумэн вручил ему Почетную грамоту, которую Джексон лично вручил ему в Хартфорде осенью 1946 года.
Додд также получил чехословацкий орден Белого льва. В 1949 году польское правительство намеревалось наградить Додда почетным знаком, названным Офицерским крестом, но Додд отклонил медаль из-за его приверженности правам человека и взглядов, что польское правительство навязывало тиранию, аналогичную к тому, что навязывали нацисты, и принять честь от президента Польши было бы все равно, что принять честь от нацистов.

## Работа в Конгрессе
Томас Додд был избран от партии демократов в состав палаты представителей в 1952 году и пробыл в данной должности два срока. Он избирался в состав Сената США в 1956 году, но потерпел поражение. В 1958 году он стал членом Сената США от штата Коннектикут, впоследствии также был переизбран в 1964 году.
Прежде чем стать сенатором США, Додд был нанят диктатором Карлосом Кастильо Армасом для лоббирования интересов Гватемалы в Соединённых Штатах за 50 000 долларов в год. По данным Североамериканского конгресса по Латинской Америке, у Додда «были, пожалуй, самые уютные отношения с правительством Кастильо Армаса». После короткой поездки в Гватемалу в 1955 году Додд призвал Палату представителей увеличить помощь стране в Центральной Америке. Поправка Додда была принята и в 1956 году Гватемала получила 15 миллионов долларов США помощи работы Додда.
Додд не стал извиняться, когда его критиковали за его лоббистские усилия от имени диктатуры Гватемалы. Когда республиканский организатор оспорил Додда за его лоббирование, Додд заявил: «Я практикующий поверенный и горжусь тем фактом, что антикоммунистическое правительство Гватемалы попросило меня заняться его юридическими делами в США. Конечно, я буду не представлять правительство Гватемалы или любого другого частного клиента, если я избран в Сенат».
В 1961 году Додд посетил Конго, чтобы расследовать гражданскую войну, вызванную отделением провинции Катанга. Помимо своей работы в Конго, Додд открыл то, что превратилось в почти трехлетние периодические слушания по факту результатов отчетов трех сотрудников комитета по мониторингу телевизионного контента в 1954, 1961 и 1964 годах, которые свидетельствовали о случаях насилия. Сенатор Додд и Эстес Кефовер были ответственными за информирование общественности о последствиях насилия для несовершеннолетних.
Осенью 1965 года Додд был сторонником ареста Мартина Лютера Кинга-младшего за нарушение никогда не использовавшегося закона Логана 1799 года, утверждая, что публичная позиция Кинга против войны во Вьетнаме является уголовным преступлением в соответствии с намерением Закона Логана и необходимо предотвратить несанкционированные переговоры подрывающие позиции правительства.
Как председатель подкомитета Сената по делам несовершеннолетних, Додд работал над ограничением покупки огнестрельного оружия по почте. Эти усилия завершились принятием Закона о контроле за огнестрельным оружием 1968 года, который ввел дополнительные ограничения и требования.
Томая Додд сыграл важную роль в запрещении ЛСД на территории США, председательствуя на слушаниях в различных подкомитетах, которые расследовали влияние этого препарата на молодежь. Примечательно, что для дачи показаний был вызван гарвардский психолог и сторонник ЛСД Тимоти Лири. Хотя Лири призвал законодателей ввести строго регламентированные рамки, в которых ЛСД оставался бы легальным, Додд и его коллеги разработали проект запрета, который позже был принят. Это событие было одним из эпизодов прелюдии к тотальной «войне с наркотиками», проходившей в 1970-х годах.

## Преследование и снятие с должности
В 1967 году Додд стал первым сенатором, осужденным Сенатом США после Джозефа Маккарти в 1954 году и был одним из шести человек, подвергшихся осуждению Сенатом в XX веке. Результатом расследования стало подтверждение факта того, что он перевел средства кампании на свои личные счета и потратил деньги. Помимо формальных дисциплинарных мер сенатского комитета по этике, другие источники (например, журналист-расследователь Дрю Пирсон предполагал, что коррупция Додда была гораздо шире, он также представлял обвинения в алкоголизме). В ответ на эти обвинения Додд подал иск против Пирсона, утверждая, что Пирсон незаконно проник в его частную собственность. Хотя окружной суд вынес решение по делу Додда частично, апелляционный суд вынес решение в пользу Пирсона на том основании, что собственности Додда не был причинен ущерб.
В 1970 году демократы выдвинули на его место Джозефа Даффи, который выиграл эту номинацию на предварительных выборах. Затем Додд вступил в гонку как независимый кандидат, набрав чуть меньше четверти голосов, в гонке с тремя участниками, которую он и Даффи проиграли республиканцу Лоуэллу Уайкеру.

## Смерть и наследие
Через несколько месяцев после своего поражения Додд умер от сердечного приступа в своем доме. Его сын Кристофер Додд был избран в сенат от штата Коннектикут в 1980 году.
Мемориальный стадион Томаса Дж. Додда в Нориуче был назван в его честь.
В 1995 году в Университете Коннектикута был основан Исследовательский центр Томаса Дж. Додда. В Исследовательском центре Томаса Дж. Додда или Исследовательском центре Додда находятся Институт прав человека, архивы и специальные коллекции библиотеки Университета Коннектикута и Центр иудаистических исследований Университета Коннектикута.
В 2003 году Университет Коннектикута учредил Премию Томаса Дж. Додда в области международного правосудия и прав человека.
Штат Нью-Гэмпшир объявил 25 апреля 2008 г. Днем Томаса Дж. Додда. В тот же день Институт политики Нью-Гэмпшира при колледже Сент-Ансельма переименовал свой Центр международных отношений в Центр изучения международных отношений и права сенатора Томаса Дж. Додда. Центр стремится способствовать пониманию сил, движущих политикой и политической экономией в глобальном мире; знакомить студентов с культурой других стран и пробуждать интерес к нуждам и проблемам других народов и стран.